# 大塚翔平
大塚 翔平（おおつか しょうへい、1990年4月11日 - ）は、大阪府大阪市出身の元プロサッカー選手。ポジションはフォワード（FW）。

## 来歴

### プロ入り前
1997年に大阪東淀川フットボールクラブに入団。2002年にはナショナルトレセンU-12関西に選出された。
2003年にガンバ大阪ジュニアユースに入団、在籍中、中学2年次の2004年にクラブユースサッカー選手権 (U-15)で準優勝を経験した 他、2005年にJFAナショナルトレセンU-14に選出された。翌2005年よりU-15日本代表候補に選出されるようになり、同年12月に正式な代表チームに選出され、アメリカ遠征に参加した。
2006年にユースチームに昇格。フォワードとしてプレーした他、サイドハーフとしてもプレーした。
所属クラブでは2006、2007年にクラブユースサッカー選手権 (U-18)で2連覇を経験した 他、2008年Jリーグユースカップで優勝を経験した。
2006年8月にはU-17日本代表チームに選出されてAFC U-17選手権2006に出場し 優勝を経験した。翌年開催されたU-17ワールドカップに出場するU-17日本代表チームにも選出され、グループリーグの3試合に出場した。

### ガンバ大阪
2008年11月に菅沼駿哉、宇佐美貴史とともにトップチームへの昇格が発表され、翌2009年に正式に入団した。同年にはU-20日本代表に選出され、カタール国際ユーストーナメントに出場した。クラブでは3月14日のJ1第2節ジュビロ磐田戦でJリーグ初出場を果たすも、この年のリーグ戦出場はこの1試合に終わる。
2010年10月9日、天皇杯3回戦の栃木SC戦では、決勝点となる公式戦初得点を決め、チームの逆転勝利に貢献。2011年8月24日、この年最初のリーグ戦出場となったJ1第23節柏レイソル戦でJリーグ初得点を挙げた。しかし、この年のリーグ戦出場はこの1試合に留まった。

### ジェフ千葉
2012年3月24日、ジェフユナイテッド市原・千葉へ期限付き移籍。背番号はプロ1年目と同じ32を背負う事になった。2013年より、完全移籍。

### ギラヴァンツ北九州
2015年、ギラヴァンツ北九州へ完全移籍。15年シーズン16試合出場の1得点の成績を上げたが同年シーズン終了後、契約満了につき放出された。

### 川崎フロンターレ
北九州を退団後にトライアウトに参加。そこでのプレーがスカウトの目に留まり、クラブの練習試合に参加した試合でアシストを連発した。その影響もあり2015年12月24日、川崎フロンターレに完全移籍することが発表された。1st・16節アビスパ福岡戦では負傷した中村憲剛の代役として自身6年ぶりのJ1スタメン出場する と、続く1st・17節大宮アルディージャ戦では移籍後初ゴールを挙げるなど、シーズン中盤に活躍した。2017年を持って契約満了に伴い退団。

### SC相模原
2018年2月、SC相模原への加入が発表され 12月7日に契約満了となった。
それ以降は引退の発表はしていないが、所属クラブが決まってない状態である。たまにガンバ大阪のゲストコーチとしてイベントに参加している。
2020年1月31日
古巣G大阪のジュニアコーチに就任することが発表された。

## 人物・エピソード
- 基本技術の高さから中盤に下がってボールを受け、チャンスメイクするプレーを好んでいたためにユース監督（当時）の松波正信は「FWは点を取ってナンボ」とシュート練習を増やすなどして、ストライカーとしての資質を伸ばすことを心がけた[15]。

## 所属クラブ
ユース経歴
- 1997年 - 2002年 大阪東淀川FC
- 2003年 - 2005年 ガンバ大阪ジュニアユース(大阪市立東淀中学校)
- 2006年 - 2008年 ガンバ大阪ユース (関西大学北陽高校)

プロ経歴
- 2009年 - 2012年  ガンバ大阪
  - 2012年3月 - 同年12月  ジェフユナイテッド市原・千葉 (期限付き移籍)
- 2013年 - 2014年  ジェフユナイテッド市原・千葉
- 2015年  ギラヴァンツ北九州
- 2016年 - 2017年  川崎フロンターレ
- 2018年  SC相模原

## 個人成績
| 国内大会個人成績 | 国内大会個人成績 | 国内大会個人成績 | 国内大会個人成績 | 国内大会個人成績 | 国内大会個人成績 | 国内大会個人成績 | 国内大会個人成績 | 国内大会個人成績 | 国内大会個人成績 | 国内大会個人成績 | 国内大会個人成績 |
| 年度             | クラブ           | 背番号           | リーグ           | リーグ戦         | リーグ戦         | リーグ杯         | リーグ杯         | オープン杯       | オープン杯       | 期間通算         | 期間通算         |
| 年度             | クラブ           | 背番号           | リーグ           | 出場             | 得点             | 出場             | 得点             | 出場             | 得点             | 出場             | 得点             |
| 日本             | 日本             | 日本             | 日本             | リーグ戦         | リーグ戦         | リーグ杯         | リーグ杯         | 天皇杯           | 天皇杯           | 期間通算         | 期間通算         |
| ---------------- | ---------------- | ---------------- | ---------------- | ---------------- | ---------------- | ---------------- | ---------------- | ---------------- | ---------------- | ---------------- | ---------------- |
| 2009             | G大阪            | 32               | J1               | 1                | 0                | 0                | 0                | 0                | 0                | 1                | 0                |
| 2010             | G大阪            | 32               | J1               | 4                | 0                | 0                | 0                | 1                | 1                | 5                | 1                |
| 2011             | G大阪            | 16               | J1               | 1                | 1                | 1                | 1                | 1                | 0                | 3                | 2                |
| 2012             | G大阪            | 16               | J1               | 0                | 0                | -                | -                | -                | -                | 0                | 0                |
| 2012             | 千葉             | 32               | J2               | 15               | 1                | -                | -                | 2                | 1                | 17               | 2                |
| 2013             | 千葉             | 14               | J2               | 23               | 3                | -                | -                | 1                | 0                | 24               | 3                |
| 2014             | 千葉             | 14               | J2               | 19               | 2                | -                | -                | 1                | 0                | 20               | 2                |
| 2015             | 北九州           | 28               | J2               | 16               | 1                | -                | -                | 0                | 0                | 16               | 1                |
| 2016             | 川崎             | 27               | J1               | 12               | 2                | 2                | 2                | 1                | 0                | 15               | 4                |
| 2017             | 川崎             | 27               | J1               | 3                | 0                | 0                | 0                | 1                | 0                | 4                | 0                |
| 2018             | 相模原           | 37               | J3               | 10               | 1                | -                | -                | -                | -                | 10               | 1                |
| 通算             | 日本             | 日本             | J1               | 21               | 3                | 3                | 3                | 4                | 1                | 28               | 7                |
| 通算             | 日本             | 日本             | J2               | 73               | 7                | -                | -                | 4                | 1                | 77               | 8                |
| 通算             | 日本             | 日本             | J3               | 10               | 1                | -                | -                | -                | -                | 10               | 1                |
| 総通算           | 総通算           | 総通算           | 総通算           | 104              | 11               | 3                | 3                | 8                | 2                | 115              | 16               |

その他の公式戦
- 2012年
  - J1昇格プレーオフ 1試合0得点
- 2013年
  - J1昇格プレーオフ 1試合0得点
- 2018年
  - 神奈川県サッカー選手権大会 2試合0得点

| 国際大会個人成績 | 国際大会個人成績 | 国際大会個人成績 | 国際大会個人成績 | 国際大会個人成績 | FIFA      | FIFA      |
| 年度             | クラブ           | 背番号           | 出場             | 得点             | 出場      | 得点      |
| AFC              | AFC              | AFC              | ACL              | ACL              | クラブW杯 | クラブW杯 |
| ---------------- | ---------------- | ---------------- | ---------------- | ---------------- | --------- | --------- |
| 2009             | G大阪            | 32               | 1                | 0                | -         | -         |
| 2010             | G大阪            | 32               | 3                | 0                | -         | -         |
| 2011             | G大阪            | 16               | 0                | 0                | -         | -         |
| 2012             | G大阪            | 16               | 0                | 0                | -         | -         |
| 2017             | 川崎             | 27               | 1                | 0                | -         | -         |
| 通算             | AFC              | AFC              | 5                | 0                | 0         | 0         |

- Jリーグ初出場 - 2009年3月14日 J1第2節 vsジュビロ磐田（万博記念競技場）
- 公式戦初得点 - 2010年10月9日 天皇杯3回戦 vs栃木SC（万博記念競技場）
- Jリーグ初得点 - 2011年8月24日 J1第23節 vs柏レイソル（万博記念競技場）

## タイトル

### クラブ
ガンバ大阪ユース
- 日本クラブユース選手権(U-18)：2回（2006年、2007年）
- Jユースカップ：1回（2008年）

ガンバ大阪
- 天皇杯：1回（2009年）

川崎フロンターレ
- J1リーグ：1回（2017年）

### 代表
U-17日本代表
- AFC U-17選手権：1回（2006年）

U-21日本代表
- アジア競技大会：1回（2010年）

## 代表歴

### 出場大会
- U-15日本代表（2005年）
- U-16日本代表（2006年）
- 大阪府選抜
  - 国民体育大会（2006年）
- U-17日本代表
  - 2006年 - AFC U-17選手権2006 (5試合1得点)
  - 2007年 - U-17ワールドカップ
- U-20日本代表
  - 2009年 - カタール国際ユーストーナメント
- U-21日本代表
  - 2010年 - 第38回トゥーロン国際大会
  - 2010年 - アジア競技大会